# Amstelveenseboogmetroviaduct
Het Amstelveenseboogmetroviaduct is een bouwkundig kunstwerk gelegen in Amsterdam-Duivendrecht op het grondgebied van Ouder-Amstel. Het viaduct ligt in het tracé van de Amsterdamse metro en heeft in 1643 een Amsterdamse brugnummer. De werktitel was Boogviaducten Overamstel KW 1643.

## Viaduct
Het viaduct bestaat in wezen uit twee enkelsporige viaducten, die rond 1995 werden gebouwd om een verbinding te kunnen maken tussen de trajecten van de Oostlijn en Amstelveenlijn. Aanleg was noodzakelijk vanwege het toen nieuw traject van de Ringlijn tussen de metrostations Van der Madeweg en Overamstel. Door de bocht konden in één keer zowel de Spaklerweg, de Van Marwijk Kooystraat als ook de sporen van de spoorlijn Amsterdam-Utrecht overspannen worden. De viaducten liggen op relatief grote hoogten omdat de aansluitende metro- en treinsporen al op een dijklichaam liggen en ze de metrostellen ook over de daarop liggende sporen moeten tillen. Zo ligt aan de westkant van de viaducten al op dijklichaamhoogte de metrobrug brug 1642. De aansluiting van het Noordelijk viaduct op de Amstelveenlijn is hierbij hoger dan het Zuidelijk viaduct omdat het Noordelijk viaduct brug 1642 met de baan van lijn 51 richting Overamstel ongelijkvloers kruist met op die plaats een "Kattenrug" in de brug. Het Zuidelijk viaduct takt echter gelijkvloers af van de gezamenlijke baan van lijn 50 en 51 uit de richting Overamstel.  
De architect (naam vooralsnog onbekend, vermoedelijk van het GVB zelf) gaf al bij de bouw aan dat hij twee markante boogviaducten terug wilde zien. Daarop werden horizontaal gebogen kokkerliggers toegepast, die prefab in segmenten van 40 meter lengte werden geplaatst. Die krommingen komen overigens terug in de ronde pijlers en ook de roestvast stalen randplaten zijn boogvormig. Wanneer een metrostel van lijn 50, die bij het station van de Madeweg wil invoegen, voor een rood sein staat op het viaduct helt het metrostel hierdoor sterk naar rechts en staat hierdoor scheef.    
Het project werd bekroond met de Nationale Betonprijs 1995 in de sector utiliteitsbouw. In de kromming van de viaducten staat aan de Van Marwijk Kooystraat het Boostergemaal Zuid met dezelfde ronde metalen vormen maar van andere architecten en uit de periode 2002-2006.

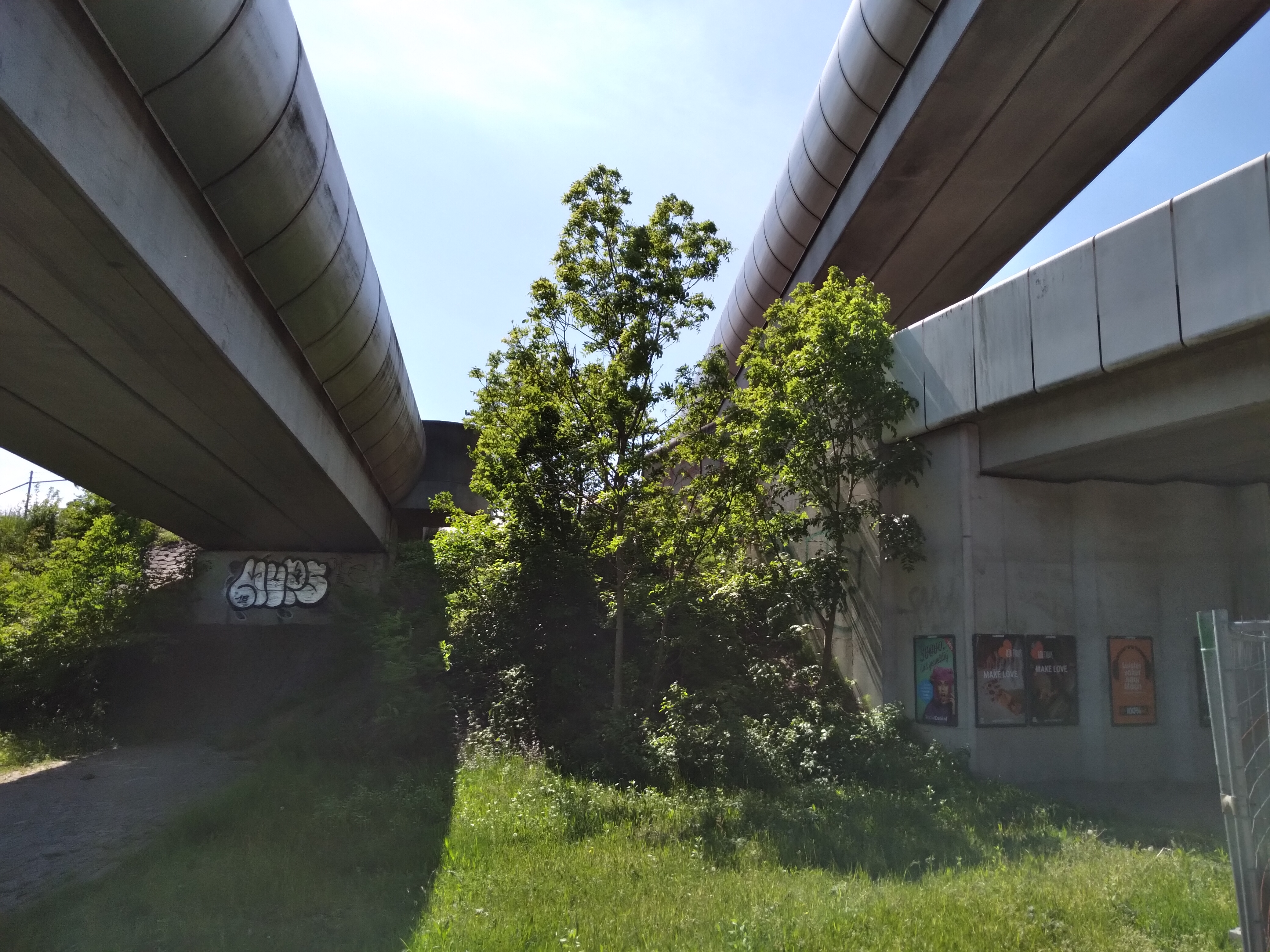
Landhoofd Spaklerweg met in het midden brug 1642 (mei 2021)

<<< · 1601 · 1602 · 1603 · 1604 · 1605 · 1606 · 1607 · 1608 · 1609 · 1610 · 1611 · 1612 · 1613 · 1614 · 1615 · 1616 · 1617 · 1618 · 1619 · 1620 · 1621 · 1622 · 1623 · 1624 · 1625 · 1626 · 1627 · 1629 · 1630 · 1633 · 1634 · 1635 · 1636 · 1637 · 1638 · 1639 ·  1640 · 1641 · 1642 · 1643 · 1644 ·  1645 · 1646 · 1647 · 1648 · 1649 · 1650 · 1651 · 1652 · 1653 · 1654 · 1655 · 1656 · 1657 · 1658 · 1659 · 1660 · 1661 · 1662 · 1663 · 1664 · 1695 · 1696 · 1697 · >>>
Brugnummers  1600, 1628, 1632, 1665-1694, 1698, 1699 zijn niet vergeven. Brug 1631 is in 2019 gesloopt.